# Megaphyllum cretica
Megaphyllum cretica är en mångfotingart som först beskrevs av Pius Strasser 1976.  Megaphyllum cretica ingår i släktet Megaphyllum och familjen kejsardubbelfotingar. Inga underarter finns listade i Catalogue of Life.